# Érsekvadkert
Érsekvadkert è un comune dell'Ungheria di 3.746 abitanti (dati 2001). È situato nella contea di Nógrád.